# Pro Rock Ensamble
Pro Rock Ensamble fue una banda paraguaya de rock formada en Asunción, en 1980. Es considerada una de las bandas pioneras del rock paraguayo, destacándose por haber grabado y lanzado el primer disco de rock (de larga duración) en la historia de Paraguay; el álbum Música para los perros.

## Inicios
Pro Rock Ensamble se forma a comienzos de 1980 por Saúl Gaona (guitarra rítmica y violín), Antonio Jara (voz), Roberto Thompson (guitarra solista), Justy Velázquez (bajo) y Toti Morel (batería y percusión). A fines de ese año debutan con un single de dos canciones: Ego Kid y Joe el Justiciero / En los Campos del Amor. El disco simple rápidamente comenzó a llamar la atención dentro del circuito roquero de Asunción.
Para 1981 realizan su primer concierto en la discoteca JC (ubicada donde actualmente se encuentra el Mariscal López Shopping) que tuvo  muy buena crítica en  los periódicos, razón por la cual fueron convocados como teloneros de Lito Nebbia, Pastoral y Vivencia (grupos del rock argentino) para un recital realizado en el Rowing Club en 1982. Lo exitoso que resultó dicho concierto para el grupo, hizo que a partir de ahí, el rock nacional deje de ser algo “underground” y eso impulsó a la banda a grabar un LP  (long play) al año siguiente.

## ÁlbumMúsica para los perros

### Antecedentes
Previamente a Música para los perros ya se registraban en Paraguay singles y EPs de bandas paraguayas de rock, así como álbumes de estudio de larga duración, pero hechos en el exterior. Entre 1968 y 1969, el grupo beat rock Los Rebeldes se convierten en el primer grupo de rock paraguayo en grabar un material discográfico, cuando lanzan un disco de 4 canciones (2 de cada lado), antes de emigrar a Brasil. En la misma época, otra banda paraguaya, Los Blue Caps, contratados por EMI Odeon se radican en Argentina, donde graban 3 EP, Dejame mirarte, Cuando te miro y Sensacional eres tú, entre 1969 y 1971. Por último, el dúo paraguayo IODI, pionero del lo-fi, firma también a comienzo de los años '70 un contrato con EMI Argentina, sello bajo el cual lanzan varios álbumes de producción propia.

### Grabación, lanzamiento y recepción
El disco comenzó a prepararse en 1983, siendo grabado en el mítico Estudio Tajy (ubicado en la calle España entre Brasil y Estados Unidos, en Asunción), y editado por Elio Valdez (Discos Elio).   El LP tendría 9 canciones, incluyendo varios temas que el grupo ya venía interpretando en vivo. Finalmente, con un concierto que inició a las 20 hs, en el edificio de Ahorro Paraguayos, el 23 de noviembre de 1983 se lanza Música para los perros.
El disco fue muy bien recibido, y canciones como “Los Junior’s Beat” fueron muy difundidas en las radios. La revista Cartelera al referirse al álbum decía:

"La esperada aparición del LP de Pro Rock Ensamble cumple todas las expectativas y revela aún más insospechadas posibilidades de este grupo"
Revista Cartelera.

### Legado
Música para los perros, se convertiría en el primer álbum de estudio de larga duración, hecho por una banda de rock paraguaya en el país.
Los diarios ABC de 1989 y Última Hora de 1991 afirmaron que este disco constituye “el certificado de nacimiento del rock nacional”; por otro lado, grupos en redes sociales, apoyados por portales dedicados al rock, han puesto en marcha la iniciativa de declarar el día 23 de noviembre como Día Nacional del rock paraguayo, en conmemoración al lanzamiento del LP “Música para los Perros” en dicha fecha de 1983. El reconocido periodista paraguayo Mario Ferreiro, afirmaba en una entrevista con el portal Rock.py lo siguiente:

"Ellos plasmaron en un disco ese sueño colectivo de crear un rock nacional […] claro que podría ser el día del rock nacional –por el 23 de noviembre-, pero también, mas importante que eso, es un día en el que hacemos memoria de que aquello que hoy se consiguió, tuvo antecedentes, tuvo referentes, tuvo pioneros que hicieron posible que exista un rock nacional paraguayo"
Mario Ferreiro, periodista.

En una entrevista del diario El País con el productor argentino residente en Paraguay, Willy Suchar, fundador de Kamikaze Records, mientras explica los orígenes del rock paraguayo, la nota afirma:

”Sin embargo, fue en 1983 cuando salió el primer disco de este movimiento, Música para los Perros, del grupo Pro Rock Ensamble, lo que ha hecho de los hiatos, la constante de la escena…"

En la nota del 24 de noviembre de 2015 con el portal Rock en Paraguay, por el 32 aniversario del lanzamiento del álbum (ver referencia n°2), Saúl Gaona, guitarrista de Pro Rock Ensamble, afirmó:

”En ese entonces era muy difícil grabar un disco, hay que tener en cuenta que aún no existía el CD y la impresión de los discos debía hacerse en el extranjero. El siguiente disco de rock nacional recién apareció en 1987 con RH+ Positivo. Por lo tanto, la importancia de la aparición de este disco radica básicamente en que, como se dijo al principio, sirvió de puntapié inicial para, primero cristalizar las ideas del movimiento rockero y segundo, animar a las demás bandas a seguir grabando."
Saúl Gaona.

En 1996 se reeditaron y lanzaron nuevas copias de “Música para los perros” en formato de CD, con el agregado de un bonus track al final del disco, que consistía en una improvisación en vivo de la banda.

## Separación y años posteriores
Unos meses luego del lanzamiento del álbum, la banda se disolvió. En la entrevista antes mencionada, Saúl Gaona cuenta que esto se debió en parte la poca rentabilidad que ofrecía el rubro del rock en ese momento en Paraguay.
Saúl Gaona luego de la separación, ingresaría al Conservatorio Municipal de Música, donde completaría sus estudios. Fue premiado en varias ocasiones por sus obras, que fueron presentadas en varios países (ver Biografía de “Diccionario de la Música en el Paraguay” en Enlaces externos).
Toti Morel, por su parte, continuaría tocando la batería, dedicándose al rock y al jazz.  Antonio Jara, dedicado siempre al ambiente publicitario, falleció en mayo de 2008.
Roberto Thompson continuaría integrando varias bandas, entre ellas, otra de las pioneras del rock paraguayo, RH+ Positivo. Lamentablemente, en el año 1996, Thompson sufrió una apoplejía que le paralizó la mitad del cuerpo y lo obligó a retirarse de los escenarios. Falleció el 24 de octubre de 2012. 
Sobre Roberto, otro gran referente de la guitarra paraguaya, Rolando Chaparro dijo:

"Sencillo, modesto e increíble ser humano, gran amigo y maravilloso músico, fue uno de los héroes más iluminados de esta tierra paraguaya […]el más grande de los guitarristas del rock paraguayo"
Rolando Chaparro, músico.

## Discografía

### Álbumes de estudio
- 1983: Música para los perros

### Sencillos
- 1980: Ego Kid y Joe el Justiciero / En los Campos del Amor